# Lea Dekleva
Lea Dekleva (Zagreb, 12. prosinca 1977.) hrvatska je pjevačica, kantautorica i skladateljica.
Rođena je u Zagrebu. Pohađala je osnovnu i srednju glazbenu školu. Svira klavir i obou. Nastupala je kao prateći vokal Parnog valjka te Davora Radolfija. Objavila je prvi samostalni album "emociJA" 2005. godine. Album je postao prvi hrvatski album koji je uvršten u iTunes, najveći svjetski servis za preuzimanje glazbe. Autorica je većeg dijela pjesama s albuma Olivera Dragojevića "Vridilo je" 2005., pjesme "Volim te" s albuma Maje Vučić "Lice koje znaš" 2006. i dvije pjesme "Možda nam uspije" i "Preživjet ću" s albuma Marka Tolje "Stare dobre stvari" iz 2009. godine. Njena pjesma "Dogodila se ljubav" u izvedbi s T.B.F.-om osvojila je Porin u kategorijama za Vokalnu suradnju i Pjesmu godine, te nominaciju za Hit godine (izbor televotinga). Na Porinu 2006. u Osijeku imala je dvije nominacije, za Novi izvođač godine za album emociJa, te Pjesma godine, Nevera u izvedbi Olivera Dragojevića s njegova albuma Vridilo je.
Kao jedna od tri najslušanija autora u Hrvatskoj u 2010. godini, na festivalu Dora 2011. sudjeluje kao autor s pjesmom Još ima nas koju su naizmjence izveli finalisti Jacques Houdek i Daria Kinzer. Pjesma na kraju nije izabrana kao pobjednička koja bi te godine predstavljala Hrvatsku na Eurosongu.
Nakon dulje diskografske pauze pojavljuje se na natjecanju Zagrebački festival 2023. godine s pjesmom Na slobodi koju izvodi sa glazbenim sastavom The Chord Company.

## Diskografija
- "emociJA" (2005.).